# Juan de Portugal
Juan de Portugal (Santarém, 13 de enero de 1400- Alcácer do Sal, 18 de octubre de 1442). Infante de Portugal y Señor de Reguengos de Monsaraz, Belas y Colares, fue hijo de los reyes Juan I de Portugal y Felipa de Lancaster (nieta de Eduardo III de Inglaterra, e hija de Juan de Gante, duque de Lancaster, y hermana de Enrique IV de Inglaterra). Fue condestable de Portugal, sucediendo a Nuno Álvares Pereira.
Casó en 1424 con su sobrina Isabel de Barcelos (hija de su medio hermano Alfonso I de Braganza), con quien tuvo cuatro hijos:
- Diego (1425 - 1443), condestable de Portugal
- Isabel (1428 - 1496), casada con Juan II de Castilla y madre de Isabel la Católica
- Beatriz (1430 - 1506), casada con su primo, el infante Fernando de Portugal, y madre de Manuel I de Portugal
- Felipa (1432 - 1450), señora de Almada

Durante el reinado de su hermano Eduardo I, Juan junto a su hermano Pedro, duque de Coímbra, se destacó en una expedición a Tánger que habría de acabar en desastre. Después, llegó a defender la entrega de Ceuta, conquistada en 1415, a cambio de la libertad de su hermano Fernando, llamado el Infante Santo, que había sido capturado por los musulmanes en esa campaña, lo que no ocurrió.
En el inicio del reinado de su sobrino Alfonso V el Africano, la regencia del reino fue encargada a Leonor de Aragón, la reina madre. Esta decisión testamentaria del fallecido monarca provocó un movimiento popular y amenazas de motines en Lisboa. Juan se instaló en la capital para evitar una rebelión. Después, recusando las ofertas de alianza de Leonor y Alfonso I Braganza, defendió la realización de las Cortes para nombrar a su hermano Pedro, duque de Coímbra, como el nuevo regente.
Falleció a los 42 años de edad.